# 昆明理工大学津桥学院
昆明理工大学津桥学院是昆明理工大学的一个独立学院，位于云南省昆明市。

## 历史
2001年4月，昆明理工大学津桥学院成立，作为昆明理工大学的公有民办二级学院。
2005年1月，教育部确认昆明理工大学津桥学院为独立学院。